# Ferdinand Frank
Ferdinand Frank (* 23. Juli 1873 in Willisdorf; † 22. Februar 1936 in Zürich, katholisch, heimatberechtigt in Willisdorf und Zürich) war ein Schweizer Politiker (SP).

## Leben
Ferdinand Frank wurde am 23. Juli 1873 in Willisdorf als Sohn des Landwirts Jakob Frank geboren. Im Alter von 17 Jahren war Ferdinand Frank neben der Arbeit im elterlichen Betrieb als Fabrikarbeiter beschäftigt. In der Folge arbeitete Frank seit 1895 als Bahnarbeiter, bevor er ab 1900 in Zürich als Weichenwärter und Gewerkschafter eingesetzt war. Dazu fungierte er von 1917 bis 1936 als Sekretär des Vereins Schweizerischer Weichen- und Bahnwärter (VSWB), davon ab 1919 halbbesoldet. Überdies war Ferdinand Frank, ein Anhänger der Einheitsgewerkschaft SEV, im Ausschuss des SGB tätig.
Ferdinand Frank, der unverheiratet blieb, verstarb am 22. Februar 1936 fünf Monate vor Vollendung seines 63. Lebensjahres in Zürich.

## Politische Ämter
Ferdinand Frank vertrat auf kommunaler Ebene zwischen 1922 und 1928 die Zürcher SP im Grossen Stadtrat. Darüber hinaus engagierte er sich auf Bundesebene im Nationalrat, dem er von 1919 bis 1935 angehörte, in erster Linie für die Anliegen des Eisenbahnpersonals.